# Kolstarr
Kolstarr (Carex holostoma) är en halvgräsart som beskrevs av Solomon Salomon Thomas Nicolai Drejer. Enligt Catalogue of Life ingår Kolstarr i släktet starrar och familjen halvgräs, men enligt Dyntaxa är tillhörigheten istället släktet starrar och familjen halvgräs. Enligt den svenska rödlistan är arten nära hotad i Sverige. Arten förekommer i Övre Norrland. Artens livsmiljö är fjäll. Inga underarter finns listade i Catalogue of Life.